# Ховань (Мордовия)
Хова́нь — посёлок в Кадошкинском районе Мордовии в составе Кадошкинского городского поселения.

## География
Находится на расстоянии примерно 1 километр по прямой на восток от районного центра города Кадошкино.

## История
Упоминается с 1869 года, когда в этом сельце отмечено 30 дворов. Основано, предположительно, в XVIII веке, название по владельцам Хованским. По состоянию на 2020 год имеет дачный характер.

## Население
| 2002 | 2010 |
| ---- | ---- |
| 9    | ↘0   |

Постоянное население составляло 9 человек (русские 56 %, мокша 44 %) в 2002 году, 0 в 2010 году.